# 군포경찰서
군포경찰서 (軍浦警察署, Gunpo Police Station)는 경기도남부경찰청이 관할하는 경찰서 중 하나이다. 경기도 군포시 일대를 관할한다. 경기도 군포시 산본로324번길 16 (금정동)에 위치하고 있다.
서장은 총경으로 보한다.

## 기본 정보
- 주소: 경기도 군포시 산본로324번길 16 (금정동)
- 우편번호: 15829

## 관할 파출소 및 지구대
군포경찰서는 2개의 지구대와 3개의 파출소를 산하에 두고 있다.
| 명칭       | 사진 | 주소                        | 관할구역              | 치안센터     |
| ---------- | ---- | --------------------------- | --------------------- | ------------ |
| 군포지구대 |      | 군포로 511 (당동)           |                       |              |
| 산본지구대 |      | 수리산로203번길 51 (산본동) |                       |              |
| 대야파출소 |      | 대야1로24번길 4 (대야미동)  | 대야동(도마교동 제외) |              |
| 금정파출소 |      | 군포로683번길 31 (금정동)   |                       | 산본치안센터 |
| 송부파출소 |      | 번영로 6-4 (부곡동)         | 부곡동, 도마교동      |              |

## 같이 보기
- 경기도남부지방경찰청